# Миннахметов, Ирек Джаудатович
И́рек Джауда́тович Миннахме́тов (25 декабря 1980, Казань, Татарская АССР — 13 марта 2020, Казань, Татарстан) — российский предприниматель, управленец, спортсмен.

## Биография
Родился в Казани.
Окончил Арский педагогический колледж, Казанский государственный финансово-экономический институт (2003), юридический факультет Казанского государственного университета им. Ульянова-Ленина (2008).
В 2000—2010 годах — генеральный директор ООО «Чингисхан».
В 2008—2010 — депутат Казанской городской думы по Липатовскому одномандатному избирательному округу.
C августа 2010 по август 2012 — заместитель генерального директора по коммерческим вопросам ОАО «Татспиртпром».
С 15 августа по 20 октября 2012 — генеральный директор ОАО «Татмедиа».
С 20 октября 2012 по 14 января 2015 — руководитель Республиканского агентства по печати и массовым коммуникациям «Татмедиа».
С 15 января 2015 по 15 января 2020 — генеральный директор АО «Татспиртпром». К главным заслугам Ирека Миннахметова относят, что уже в 2016 году АО «Татспиртпром» стал ведущим производителем водки в России, и резко увеличил поставки продукции за пределы Татарстана. На долю компании приходилось 16 % от общего объема производства водки в стране, продукция стала предлагаться во всех регионах. Реализация продукции «Татспиртпром» в 2,5 раза превысила продажи внутри республики, чего не наблюдалось ранее.
Большое внимание Ирек Миннахметов уделял борьбе с нелегальными производителями алкогольной продукции, особенно с теми, кто пытается подделать продукцию «Татспиртпрома». Ирек Миннахметов является одним из активных сторонников внедрения ЕГАИС — автоматизированной системы, предназначенной для государственного контроля над объёмом производства и оборота этилового спирта, алкогольной и спиртосодержащей продукции. В частности, именно он предложил президенту Татарстана Рустаму Нургалиевичу Минниханову, идею пилотной реализации ЕГАИС в республике, и глава региона это начинание поддержал.
В качестве главы АО «Татспиртпром» Миннахметов регулярно входил в «Топ-100 деловой элиты» Республики Татарстан по версии интернет-газеты «Бизнес Online».
С 24 октября 2016 по 13 марта 2020 — председатель Федерации спортивного пейнтбола Республики Татарстан.
Зимой 2016/2017 годов по инициативе Ирека Миннахметова на территории ипподрома состоялось открытие зимнего парка под названием «Ханский двор» с большой ёлкой и незамерзающим фонтаном.
Миннахметов выступил инициатором проведения в 2017 году этапа чемпионата мира Red Bull Air Race в Казани.
Миннахметов являлся одним из факелоносцев эстафеты олимпийского огня зимних Олимпийских игр 2014 года на её этапе в Казани.
13 марта 2020 года скоропостижно скончался на 40-м году жизни во время занятий в тренажерном зале. Предварительной причиной смерти назван оторвавшийся тромб в сердце. Похоронен 15 марта в родовом селе семьи Миннахметовых, Мингер Сабинского района Татарстана.

## Спортивная карьера
Моторные виды спорта являлись главным хобби для Ирека Миннахметова. Он регулярно выступал в различных видах гонок, одерживая победы и занимая подиумные места. Обладатель звания Мастер спорта. В сентябре 2000 года одержал победу в автокроссовой гонке «Серебряная ладья» в Тольятти. Он стал только вторым иногородним победителем и первым незаводским пилотом-гостем, выигравшим престижное соревнование, имевшее к тому времени почти 30-летнюю историю.
В 2002 году Миннахметов принимал участие на этапах чемпионата Европы по автокроссу. В 2006 году завоевал звание чемпиона России по автокроссу в Дивизионе 1А, досрочно, за этап до финиша, одержав четыре подряд победы в сезоне. В 2008 стал вице-чемпионом страны по ралли-кроссу в Дивизионе 1А. В 2009 стал чемпионом и в этом виде автоспорта. В 2011 году во второй раз выиграл в «Серебряной Ладье». В дальнейшем регулярно принимал участие в казанских этапах чемпионата России по ралли-кроссу.
В сезонах 2014—2015 принимал участие в казанских этапах РСКГ, в классе «Национальный». В 2016—2019 годах являлся постоянным участником турнира в топовом зачёте «Туринг». Лучшее достижение в отдельной гонке — второе место в абсолютном зачёте заездов второго и седьмого этапов сезона 2017. В этом же году выиграл семь заездов из четырнадцати «Трофея СМП РСКГ». Миннахметов входил в число пилотов, которые официально представляли турнир СМП РСКГ, в рамках шоу Kazan City Racing 2016 и Kazan City Racing 2017. В 2017 году, в паре с Дмитрием Брагиным, стал победителем в классе «Туринг» гоночного марафона Akhmat Race.
Стартовал на этапах турнира «Формула-Россия» в сезонах 2012 и 2013 за рулём формульного болида. Стал победителем открытого чемпионата Республики Беларусь 2016 года по автомобильным кольцевым гонкам в топовом классе «Туринг опен 2000».
Миннахметов неоднократно приглашался для участия в традиционной «Гонке звёзд журнала За рулём».
В 2010—2016 годах регулярно выступал в квадросерии «Can-Am Trophy Russia». Неоднократно становился призёром турнира, а в 2015 году впервые стал его победителем, в топовом классе SSV Sport (специально подготовленные мотовездеходы). Также являлся организатором татарстанского этапа Can-Am Trophy Russia. А в 2017 году выиграл в топовом классе SSV Super Sport в турнире-приёмнике, под названием Can-Am X Race, выиграв все три этапа вместе со штурманом Евгением Павловым. В последующем, стал вторым в абсолютном зачёте серии Can-Am X Race в 2018 году, и третьим по итогам 2019 года.
Последний старт Ирека Миннахметова в автоспорте состоялся 9 февраля 2020 года, во время первого этапа чемпионата Республики Татарстан по ледовым гонкам «Битва на льду 2020».

### Статистика выступлений в автогонках

#### Результаты выступлений вРСКГ

##### Национальный
| Год  | Команда         | Автомобиль  | 1     | 2     | 3     | 4     | 5     | 6     | 7        | 8          | 9        | 10       | 11    | 12    | 13    | 14    | 15    | 16    | Место | Очки |
| ---- | --------------- | ----------- | ----- | ----- | ----- | ----- | ----- | ----- | -------- | ---------- | -------- | -------- | ----- | ----- | ----- | ----- | ----- | ----- | ----- | ---- |
| 2014 | СТК «Чингисхан» | Lada Kalina | СМО 1 | СМО 2 | MRW 1 | MRW 2 | НИЖ 1 | НИЖ 2 | КАЗ 1 23 | КАЗ 2 23   | КАЗ 1 15 | КАЗ 2 13 | СМО 1 | СМО 2 | СОЧ 1 | СОЧ 2 | СМО 1 | СМО 2 | 18    | 180  |
| 2015 | СТК «Чингисхан» | Lada Kalina | НИЖ 1 | НИЖ 2 | СМО 1 | СМО 2 | СОЧ 1 | СОЧ 2 | КАЗ 1 14 | КАЗ 2 Сход | СМО 1    | СМО 2    | MRW 1 | MRW 2 | КАЗ 1 | КАЗ 2 |       |       | 32    | 0    |

##### Туринг
| Год  | Команда         | Автомобиль       | 1        | 2        | 3          | 4        | 5          | 6          | 7       | 8          | 9          | 10         | 11         | 12         | 13      | 14      | Место | Очки |
| ---- | --------------- | ---------------- | -------- | -------- | ---------- | -------- | ---------- | ---------- | ------- | ---------- | ---------- | ---------- | ---------- | ---------- | ------- | ------- | ----- | ---- |
| 2016 | СТК «Чингисхан» | Seat Leon TCR    | СМО 1 7  | СМО 2 4  | НИЖ 1 Сход | НИЖ 2 16 | ГРО 1      | ГРО 2      | СОЧ 1 6 | СОЧ 2 5    | MRW 1 8    | MRW 2 Сход | СМО 1 4    | СМО 2 9    | КАЗ 1 5 | КАЗ 2 4 | 8     | 800  |
| 2017 | СТК «Чингисхан» | Audi RS3 LMS TCR | ГРО 1 9  | ГРО 2 10 | СМО 1 2    | СМО 2 12 | НИЖ 1 9    | НИЖ 2 Сход | КАЗ 1 5 | КАЗ 2 11   | СМО 1 7    | СМО 2 3    | MRW 1 6    | MRW 2 5    | КАЗ 1 2 | КАЗ 2 4 | 6     | 141  |
| 2018 | СТК «Чингисхан» | Audi RS3 LMS TCR | ГРО 1 14 | ГРО 2 13 | СМО 1 13   | СМО 2 9  | НИЖ 1 5    | НИЖ 2 8    | КАЗ 1 3 | КАЗ 2 Сход | MRW 1 8    | MRW 2 9    | СОЧ 1 Сход | СОЧ 2 Сход | ГРО 1   | ГРО 2   | 12    | 57   |
| 2019 | СТК «Чингисхан» | Audi RS3 LMS TCR | ГРО 1 15 | ГРО 2 5  | НИЖ 1 Сход | НИЖ 2 14 | СМО 1 Сход | СМО 2 НС   | КАЗ 1 4 | КАЗ 2 Сход | АДМ 1 Сход | АДМ 2 13   | MRW 1 9    | MRW 2 7    | СОЧ 1   | СОЧ 2   | 14    | 47   |

## Семья
Жена Алина (род. 1986) вместе с Миннахметовым стартовала на этапах квадросерий Can-Am Trophy Russia/Can-Am X Race. В 2011-м была победительницей турнира в категории SSV-women, а в 2017 году в классе SSV Sport. Есть сын и дочь.
Отец — Джаудат Миннахметов (род. 1955), генеральный директор ГКУ «Фонд газификации энергосберегающих технологий и развития инженерных сетей РТ», меценат, президент Всероссийской федерации национальной спортивной борьбы «Татарча корэш», автогонщик.
Младший брат — Радик Миннахметов (род. 1988), генеральный директор ОАО «Казань Арена» (с 2013 года), автогонщик.

## Награды
В церемонии награждения лауреатов республиканского общественного конкурса «Руководитель года-2016» Ирек Миннахметов был награждён дипломом «Руководитель года» в номинации «За высокую конкурентоспособность», за достижения компании АО «Татспиртпром» в течение года. Было отмечено, что компания является ответственным работодателем, ежегодно демонстрируя рост доходов своих работников и рост производительности труда.
Также Правительство РТ отметило работу АО «Татспиртпром» во главе с Иреком Миннахметовым в области энергосбережения, благодарностью президента РТ за вклад в укрепление налогооблагаемой базы Республики Татарстан, Госкомитет по туризму РТ отметил работу в сфере гостеприимства. В декабре 2018 года указом президента Республики Татарстан за плодотворную работу и заслуги в развитии пищевой промышленности был награждён медалью «За доблестный труд». Обладатель звания Мастер спорта России по автоспорту.
Сыграл эпизодическую роль водителя-дальнобойщика в фильме «Сокровища О. К.».